# Santomese escudo
De Santomese escudo was de munteenheid van São Tomé en Príncipe tussen 1914 en 1977. De waarde was gelijk aan de Portugese escudo en de munt was onderverdeeld in 100 centavos.

## Geschiedenis
De Santomese escudo verving de Santomese real met een koers van 1000 réis = 1 escudo. Aanvankelijk werden alleen bankbiljetten uitgegeven en gebruikte de kolonie Portugese munten. Pas in 1929 werden er ook munten uitgegeven voor de kolonie. De escudo werd na de onafhankelijkheid van Portugal vervangen door de Santomese dobra.